# 弗拉基米尔 (俄罗斯)

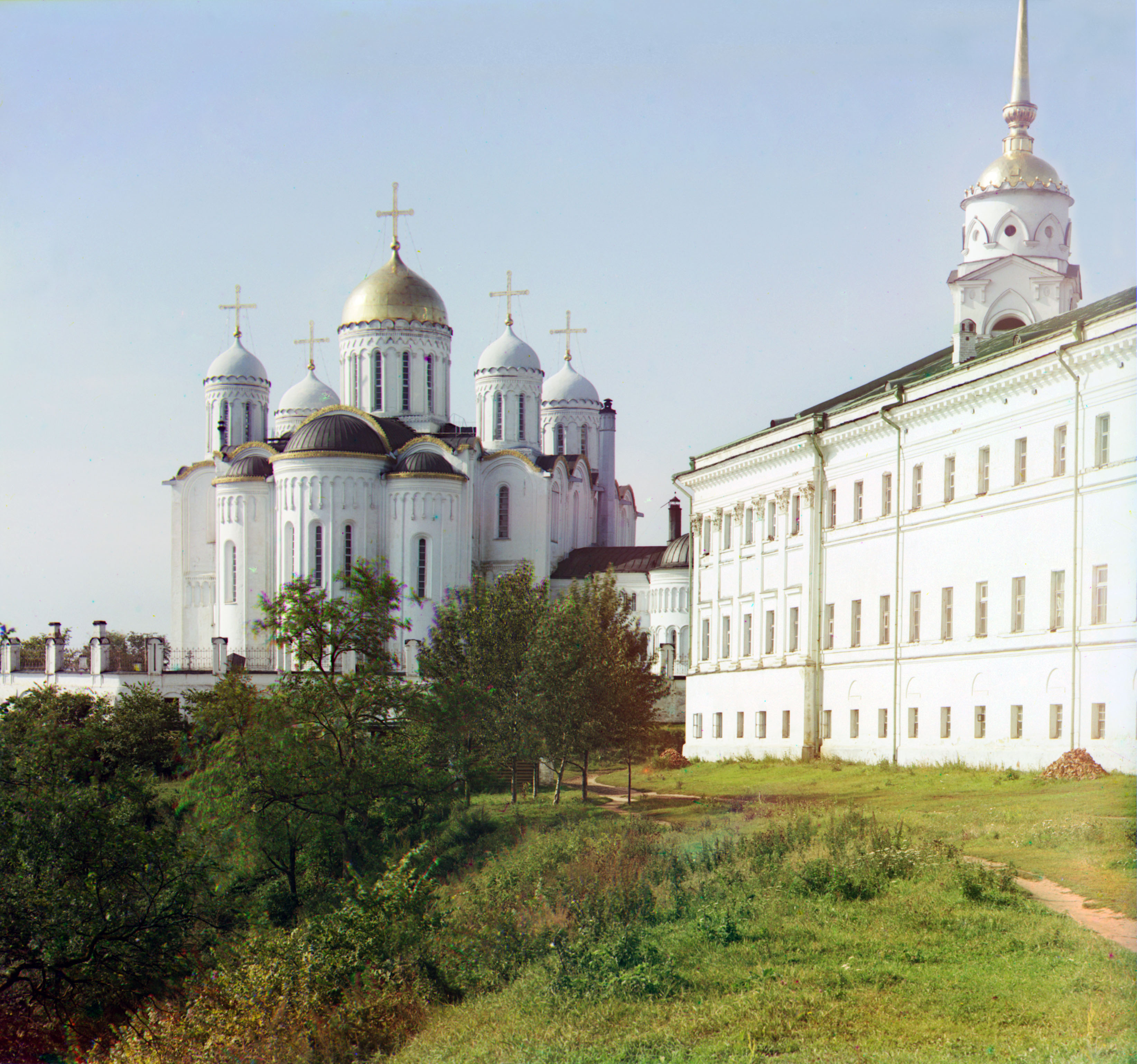
聖母安息主教座堂

弗拉基米尔（羅馬化：Vladimir），俄罗斯城市，弗拉基米尔州首府，位于莫斯科市东北方向190公里克利亚济马河北岸。面积124.6平方公里。2006年人口340,700。
弗拉基米尔建城于990年，城中有一所大学和三所学院，还有博物馆和两个剧场。
12世纪长手尤里扩建了弗拉基米尔城，此地成为东北罗斯的中心。苏兹达尔-弗拉基米尔大公以此地为基地同以基辅为首的西南罗斯诸公争雄。基辅罗斯被蒙古人击溃以后，弗拉基米尔受到严重破坏，从此一落千丈，东北罗斯的中心也由弗拉基米尔转移到了莫斯科。